# ビル・ハワード
ビル・ハワード（Bill Howard、本名：Howard Newell、1945年5月12日 - 2023年10月7日）は、アメリカ合衆国のプロレスラー。ウィスコンシン州バーリントン出身。
ヒールの中堅レスラーとして、NWAのセントラル・ステーツ地区やAWAなどの中西部を主戦場に活動した。長くジョバーを務め、多くの試合で敗北を重ねていたが「リング上では最後まで勝者の本能を持っていた」とも評されている。

## 来歴
15歳のときに家を出てサーカスに参加し、熊やワニとも格闘（熊との格闘の際、中指の一部を失ったという）。その後シカゴにて、ダグ・ギルバートのパートナーだったジョニー・ギルバートのトレーニングを受け、1961年に16歳でプロレスラーとしてデビュー。地元のウィスコンシンやアリゾナなど、NWAに加盟していないアウトロー系のインディー団体に出場してキャリアを積んだ。
1960年代末よりメジャーテリトリーに出場するようになり、AWAではラリー・ヘニング、ブラックジャック・ランザ、ラーズ・アンダーソン、ドクターX、エドワード・カーペンティア、ペッパー・ゴメス、マッドドッグ・バション、ブッチャー・バションなどメインイベンターのジョバーを務める。1970年4月17日にはNWAの総本山だったセントルイスのキール・オーディトリアムにてディック・ザ・ブルーザーと対戦、3分31秒で敗退した。
1971年9月、AWAのブッキングで国際プロレスの『ダイナマイト・シリーズ』に初来日。当時のAWA世界タッグ王者だったレッド・バスチェンのパートナーとなり、シリーズ開幕戦の9月7日に大田区体育館にてサンダー杉山&ラッシャー木村を破り、空位となっていたIWA世界タッグ王座を獲得。9月23日の諫早市での再戦で杉山&木村に敗れて陥落するも、初のタイトル戴冠を果たした。国際プロレスにはワフー・マクダニエルやミネソタ・レッキング・クルー（ジン・アンダーソン&オレイ・アンダーソン）などが参加した1973年10月の『ビッグ・ウインター・シリーズ』にも、バスチェンとのコンビで再来日している。
南部のテリトリーにも進出して、ジョージアでは1976年から1977年にかけて、ジミー・バリアント、ディーン・ホー、ヤス・フジイ、若手時代のリッキー・スティムボート、ジノ・ヘルナンデス、ブラック・アトラス、ボブ・バックランドとも対戦。1976年10月6日にはキラー・ブルックスと組んでポークチョップ・キャッシュ&トム・ジョーンズを破り、NWAコロンバス・タッグ王座を獲得した。
1977年下期より、テネシー州メンフィスのCWAにて "Ratamyus" なる修道僧ギミックの怪奇派レスラーに変身。ポール・オーンドーフの保持していたNWA南部ヘビー級王座にも挑戦した。テキサス州アマリロのテリトリーでもこのギミックを用い、リッキー・ロメロ、メルセッド・ソリス、レイ・スティーブンス、ミル・マスカラス、ブラックジャック・マリガン、ディック・マードック、マニー・フェルナンデス、デビッド・フォン・エリックらと対戦。1979年3月3日にはアンドレ・ザ・ジャイアントとのシングルマッチも行われた。アンジェロ・ポッフォがケンタッキー州レキシントンで主宰していたインターナショナル・チャンピオンシップ・レスリングでは、インディー時代のランディ・サベージとも抗争した。
リングネームをビル・ハワードに戻すと、古巣のAWAやボブ・ガイゲルが主宰していたカンザスのCSWで活動。1982年3月には全日本プロレスの『第10回チャンピオン・力ー二バル』に出場。公式リーグ戦ではジャイアント馬場、ジャンボ鶴田、天龍源一郎、ブルーザー・ブロディ、テッド・デビアス、ビル・ロビンソン、モンゴリアン・ストンパー、アレックス・スミルノフ、バック・ロブレイなどと対戦したが、無得点全敗で最下位となった。
以降もCSWでの活動を続け、1984年の現役引退後はジャン・ウィルキンスがプロモーターを務めていた南アフリカの団体でブッカーを担当。ボビー・ジャガーズやロジャー・カービーなど、同じくCSWを主戦場としていたレスラーを南アフリカへブッキングした。
その後は1990年までWWFでレフェリーを務めつつ、ハウス・ショーやTVショーにも単発出場し、1986年6月13日にはラニー・ポッフォと組んでハート・ファウンデーション（ブレット・ハート&ジム・ナイドハート）、1987年3月21日にはテリー・ギッブスと組んでルージョー・ブラザーズ（レイモンド・ルージョー&ジャック・ルージョー）、同月22日にはシングルマッチでココ・B・ウェアのジョバーを担当した。
2023年10月7日、新型コロナウイルス感染症により78歳で死去。

## 得意技
- パイルドライバー
- キチンシンク

## 獲得タイトル
インターナショナル・レスリング・エンタープライズ
- IWA世界タッグ王座：1回（w / レッド・バスチェン）[7]

ジョージア・チャンピオンシップ・レスリング
- NWAコロンバス・タッグ王座：1回（w / キラー・ブルックス）[11]

インターナショナル・チャンピオンシップ・レスリング
- ICW USヘビー級王座：1回[19]